# Synaphea trinacriformis
Synaphea trinacriformis är en tvåhjärtbladig växtart som beskrevs av R.Butcher. Synaphea trinacriformis ingår i släktet Synaphea och familjen Proteaceae. Inga underarter finns listade i Catalogue of Life.